# Йоанна Дронжковська
Йоанна Дронжковська (нар. 1987) — польська астрономка і популяризаторка науки, спеціалістка з формування планетних систем.

## Біографія
Йоанна Дронжковська виросла в Лідзбарку-Вармінському та відвідувала середню школу в Ольштині. У 2011 році закінчила магістратуру в Університеті Миколая Коперника в Торуні. Вона отримала ступінь доктора в Університеті Рупрехта-Карла в Гейдельберзі в 2014 році на основі дисертації «Від пилу до планетезималей». Працювала постдоком в Цюріхському університеті та Мюнхенському університеті Людвіга-Максиміліана.

## Науков і популяризаторська діяльність
У своїй науковій роботі Йоанна Дронжковська аналізує формування планетних систем, зокрема процеси еволюції твердої складової протопланетних дисків, починаючи від коагуляції пилу, через так звану потокову нестійкість, колапсу внаслідок самогравітації скупчень сантиметрових частинок і закінчуючи утворенням планетезималей.
У період з 2013 по 2021 рік вона опублікувала 20 рецензованих наукових статей у журналах, індексованих у Journal Citation Reports, включаючи Science. Рецензувала статті в «Nature Astronomy», «Astronomical Journal», «Astronomy & Astrophysics».
Співпрацювала з журналом «Уранія — Прогрес астрономії» та Центром науки Коперника у Варшаві. Разом з чоловіком веде канал EmigrandaTV на YouTube.

## Призи та нагороди
- «Нагорода за ранню кар'єру в галузі астрономії та астрофізики» за статтю під назвою «Close-in planetesimal formation by pile-up of drifting pebbles»[14], опубліковану в «Astronomy and Astrophysics» у 2016 році[8].
- «Стартовий грант» Європейської дослідницької ради[15] у 2021 році.
- «Молодіжна премія»[6], яку Польське астрономічне товариство присуджує науковцям до 35 років за видатні досягнення в галузі астрономії[16] у 2021 році.